# آلما کار
آلما کار (لهستانی: Alma Kar؛ ‏ ۱۴ نوامبر ۱۹۰۸ – ۱۹۹۲) بازیگر اهل لهستان بود.
از فیلم‌ها یا مجموعه‌های تلویزیونی که وی در آن‌ها نقش داشته‌است، می‌توان به اسباب‌بازی اشاره نمود.